# Wir Sind Wir
«Wir Sind Wir» (рус. «Мы есть те, кто мы есть») — сингл Пола ван Дайка, выпущенный в сотрудничестве с Питером Хеппнером.

## Список композиций

### CD версия
1. "Wir Sind Wir" (Radio Edit)
2. "Wir Sind Wir" (PvD Club Mix)
3. "Wir Sind Wir" (Dub Mix)
4. "Wir Sind Wir" (Video)

### Грампластинка
1. "Wir Sind Wir" (Club Mix)
2. "Wir Sind Wir" (Dub Mix)
3. "Wir Sind Wir" (Ambient Mix)

## Чарты
| Чарт (2004)          | Наивысшее место |
| -------------------- | --------------- |
| German Singles Chart | 10              |